# Коллинс-Леви, Джейкоб
Дже́йкоб Ко́ллинс-Ле́ви (англ. Jacob Collins-Levy; род. 18 марта 1992 года, Мельбурн, Австралия) — австралийский актёр, известный в первую очередь благодаря роли короля Англии Генриха VII в телесериале «Белая принцесса».

## Биография
Коллинс-Леви родился в Мельбурне, в семье англичанина и австралийки. В 2012 году начал играть в театре, в 2015 снялся в телесериале «Галлиполи». Прорывной для него стала роль короля Англии Генриха VII в телесериале «Белая принцесса». В 2021 году Коллинс-Леви присоединился к касту шоу «Ведьмак: Происхождение», получив роль Эредина. В 2023 году он сыграл графа Орлока в спектакле «Носферату», в 2024 — Гамлета (оба спектакля были поставлены в мельбурнском театре «Мальтхаус»).

## Фильмография
| Год  |    | Русское название                  | Оригинальное название               | Роль                                         |
| ---- | -- | --------------------------------- | ----------------------------------- | -------------------------------------------- |
| 2015 | с  | Галлиполи                         | Gallipoli                           | молодой солдат АНЗАК (серия «The Breakout»)  |
| 2015 | с  | Сбой                              | Glitch                              | Рори Фицджеральд (3 серии)                   |
| 2015 | ф  | Не отпускай его                   | Holding the Man                     | Эндрю                                        |
| 2016 | ф  | Утешение Джо Чинкве               | Joe Cinque's Consolation            | Соул                                         |
| 2017 | с  | Барракуда                         | Barracuda                           | Клайд (серия «2000»)                         |
| 2017 | с  | Белая принцесса                   | The White Princess                  | Генрих VII (8 серий)                         |
| 2019 | с  | Цветение                          | Bloom                               | молодой Херб (2 серии)                       |
| 2019 | с  | Чистота                           | Pure                                | Бенджи (3-я серия)                           |
| 2019 | ф  | Подлинная история банды Келли     | True History of the Kelly Gang      | Томас Курноу                                 |
| 2020 | с  | Доктор Кто                        | Doctor Who                          | лорд Байрон (серия «Призраки виллы Диодати») |
| 2020 | с  | Молодой Валландер                 | Young Wallander                     | Карл-Аксель Мунк (5 серии)                   |
| 2020 | с  | Освободитель                      | The Liberator                       | капрал Такер (2 серии)                       |
| 2021 | с  | Леди-детектив мисс Перегрин Фишер | Ms Fisher's Modern Murder Mysteries | Лоренс Осборн (серия «Кровавая свадьба»)     |
| 2022 | ки | The Diofield Chronicle            | The Diofield Chronicle              | Искарион Колчестер (голос)                   |
| 2022 | с  | Ведьмак: Происхождение            | The Witcher: Blood Origin           | Эредин (4 серии)                             |
| 2023 | с  | Наутилус                          | Nautilus                            | капитан Янгблад                              |
| 2024 | с  | Проспер                           | Prosper                             | Джед Квин                                    |
| 2025 | ф  | Левиафан                          | Lewiaphan                           | Крис                                         |